# Eva Peštová
Eva Peštová es una deportista checa que compitió en tenis de mesa adaptado. Ganó dos medallas en los Juegos Paralímpicos de Verano, plata en Atlanta 1996 y plata en Sídney 2000.

## Palmarés internacional
| Juegos Paralímpicos | Juegos Paralímpicos      | Juegos Paralímpicos | Juegos Paralímpicos |
| Año                 | Lugar                    | Medalla             | Prueba              |
| ------------------- | ------------------------ | ------------------- | ------------------- |
| 1996                | Atlanta (Estados Unidos) | Medalla de plata    | Equipo 6-10         |
| 2000                | Sídney (Australia)       | Medalla de plata    | Equipo 6-10         |